# Carpații Mici

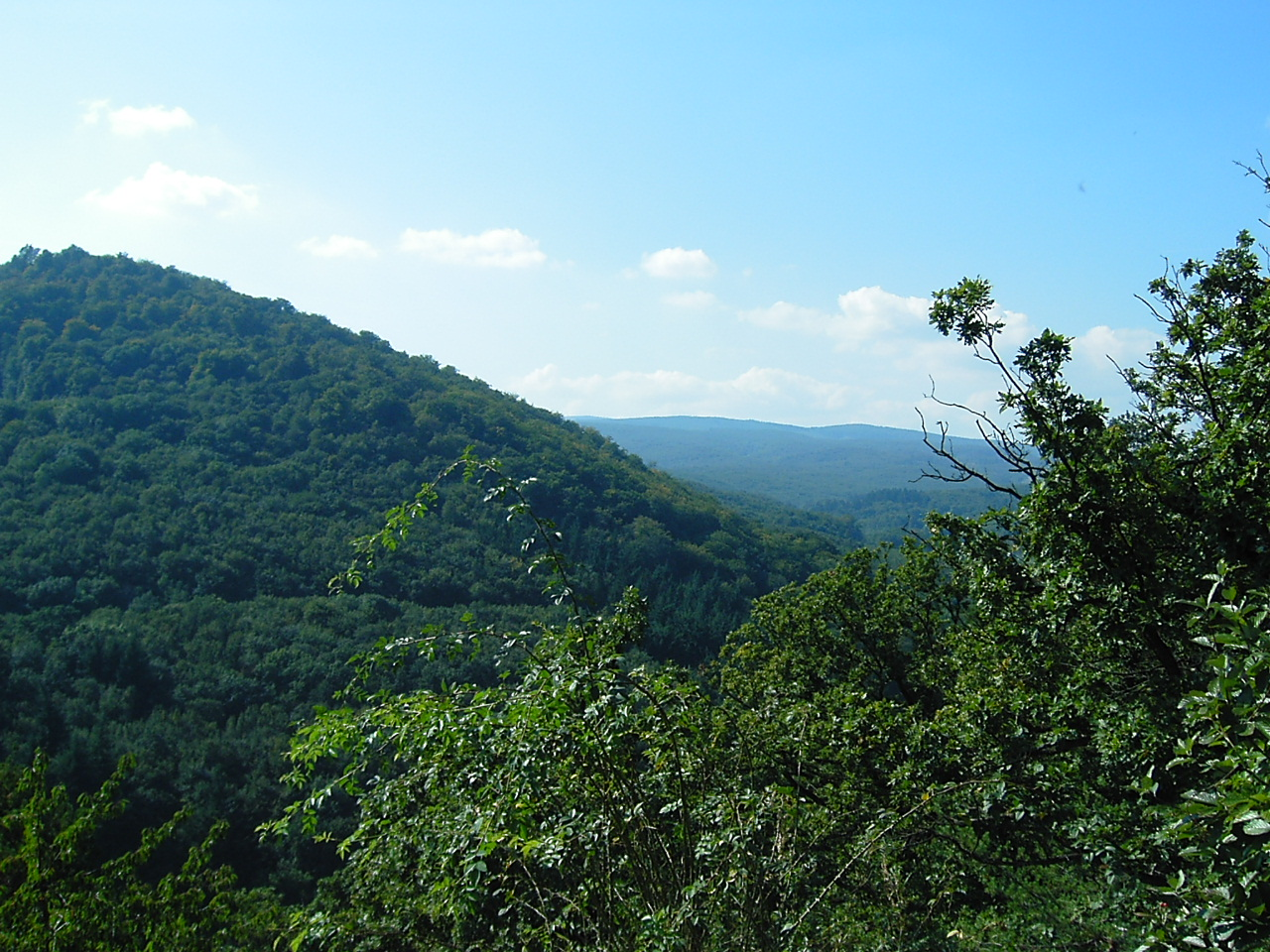
Carpaţii Mici, în apropierea Castelului Červený Kameň.

Carpații Mici (slovacă Malé Karpaty) alcătuiesc un lanț muntos de circa 100 km lungime.  Carpații Mici fac parte din Carpații de Vest, fiind situați în Slovacia, între Bratislava și Nové Mesto nad Váhom. Punctul cel mai înalt este vârful Záruby (768 m). 
În anul 1976, Carpații Mici au fost declarați zonă protejată, parcul respectiv acoperind 655.04 km².
Carpații Mici se împart în următoarele subdiviziuni (de la sud la nord):
- Carpații Devín (în zona Bratislava)
- Carpații Pezinok (de la Bratislava la Buková)
- Carpații Brezová (de la Buková la Prašník)
- Carpații Čachtice (de la Prašník la Nové Mesto nad Váhom)